# Montanhas Tibesti
As montanhas Tibesti são uma cordilheira no Saara central, localizada principalmente no extremo norte do Chade, com uma pequena porção ao sul da Líbia. O pico mais alto, Emi Koussi, fica ao sul a uma altura de 3.415 metros e é o ponto mais alto do Chade e do Saara. Bikku Bitti, o pico mais alto da Líbia, está localizado no norte da cordilheira. O terço central do Tibesti é de origem vulcânica e consiste em cinco vulcões encimados por grandes depressões: Emi Koussi, Tarso Toon, Tarso Voon, Tarso Yega e Toussidé. Os principais fluxos de lava formaram vastos planaltos que cobrem o arenito Paleozoico. A atividade vulcânica foi o resultado de um hotspot continental que surgiu durante o Oligoceno e continuou em alguns lugares até o Holoceno, criando fumarolas, fontes termais, poças de lama e depósitos de natrão e enxofre. A erosão moldou pináculos vulcânicos e esculpiu uma extensa rede de cânions através dos quais correm rios sujeitos a fluxos altamente irregulares que rapidamente se perdem nas areias do deserto.

## Localização
As montanhas ficam na fronteira entre o Chade e a Líbia, abrangendo a região chadiana de Tibesti e os distritos líbios de Murzuq e Kufra, cerca de mil quilômetros ao norte de N'djamena e 1.500 quilômetros ao sul-sudeste de Trípoli. A cordilheira é adjacente ao Níger e localizada aproximadamente a meio caminho entre o Golfo de Sidra e o Lago Chade, ao sul do Trópico de Câncer. O Rifte da África Oriental fica a 1.900 km a leste e a linha de Camarões fica a 1.800 km  a sudoeste.
O alcance é de 480 km de comprimento, 350 km de largura, e se estende por 100 mil km². Ele desenha um grande triângulo com lados de 400 km e vértices voltados para o sul, noroeste e nordeste no coração do Saara, tornando-o a maior cordilheira do deserto.